# Medalla de Oro Landáu
La Medalla de Oro Landau en ruso: Премия имени Л. Д. Ландау  es la más significativa condecoración de física teórica concedida por la Academia de Ciencias de Rusia y su predecesora, la Academia de Ciencias de la Unión Soviética. Fue establecida en 1971, denominada en memoria del físico soviético laureado con el Nobel de Física Lev Landau. Cuando era concedida por la Academia de Ciencias de la Unión Soviética era denominada "Premio Landau"; la denominación cambio a "Medalla de Oro Landau" en 1992.

## Galardonados
- 1971 Vladimir Gribov[1]
- 1972 Igor Dzyaloshinsky e Viktor-Andrei Borovik-Romanov
- 1974 Evgeny Lifshitz, Vladimir Belinski e Isaak Markovich Khalatnikov
- 1977 Arkady Migdal
- 1983 Alexander Patashinski e Valery Pokrovsky
- 1986 Boris Shklovskii e Alexei L. Efros
- 1988 Lev Gor'kov
- 1989 Alexei Alexeevich Abrikosov
- 1992 Grigoriy Volovik e Vladimir Mineev
- 1998 Spartak Belyaev
- 2002 Lev Okun
- 2008 Lev Pitaevskii
- 2013 Semyon Gershtein
- 2018 Valery Pokrovsky